# Sifu (jeu vidéo)
Pour l’article homonyme, voir Sifu.
Sifu est un jeu vidéo d'action-aventure de kung-fu développé par le studio français Sloclap et édité par Kepler Interactive. Il est sorti le 8 février 2022 sur Microsoft Windows, PlayStation 4 et PlayStation 5, le 8 novembre 2022 sur Nintendo Switch et le 28 mars 2023 sur Xbox One et Xbox Series.

## Synopsis
Un étudiant de kung-fu cherche à traquer un groupe de cinq assassins qui ont brutalement tué son maitre. Le jeu se déroule dans une ville chinoise contemporaine, bien que la magie existe car l'étudiant est ressuscité sur place chaque fois qu'il meurt,. Certains boss peuvent aussi faire preuve de pouvoirs spéciaux. 

## Système de jeu
Sifu est un jeu d'action-aventure en vue à la troisième personne. Les attaques de base peuvent être enchaînées, bien que certains combos puissent offrir aux joueurs des opportunités tactiques supplémentaires comme la possibilité de renverser les ennemis ou de les étourdir. 
Le protagoniste et tous les personnages ennemis hostiles ont une jauge de structure. Lorsque sa résistance tombe à zéro, la garde de ces personnages se brisera et ils deviendront beaucoup plus vulnérables et sans possibilité de parer les attaques. Pour se défendre, le joueur peut également bloquer les frappes, bien que cela impactera la jauge,  ou bien esquiver vers le bas ou vers le haut. Une parade réussie permet au joueur d'étourdir l'ennemi ou de le projeter. 
Le jeu permet au joueur de profiter de l'environnement et d'improviser ses attaques, ou d'utiliser des objets. Par exemple, le joueur peut donner un coup de pied à un ennemi depuis un rebord ou lui lancer une bouteille. Le dernier ennemi d'une section de combat peut capituler ou entrer dans un état de frénésie, devenant un miniboss,.
Sifu est également un die and retry, puisque la difficulté des niveaux incite le joueur à les recommencer de multiples fois. Ainsi, lorsque le joueur meurt, il est ressuscité par magie et un crâne est ajouté à sa collection. Le nombre de crânes est alors additionné à son âge, compris entre 20 et 80 ans. Et à chaque dizaine d’années (matérialisée par une pièce sur le pendentif sacré, accroché à la ceinture) passée, le joueur perd de la santé au profit de sa puissance d’attaque. Certains ennemis et certains autels croisés dans le décor permettent de baisser le compteur de crânes, et donc de ralentir le vieillissement.
Le joueur rencontrera aussi des sanctuaires, qui lui permettront de se soigner et de débloquer de nouvelles compétences, même si ces dernières seront perdues lorsque le personnage du joueur mourra. Cependant, il est possible de déverrouiller de manière permanente des améliorations afin qu'elles soient disponibles au début de chaque exécution.

## Développement
Le jeu est développé par Sloclap, déjà connu pour un premier jeu de combat, Absolver, sorti en 2017. Contrairement à ce dernier, Sifu n'a pas de prise en charge multijoueur car l'équipe voulait se concentrer avant tout sur le gameplay et non sur le développement de l'infrastructure nécessaire au jeu en ligne.
Le titre a été inspiré par les films de kung-fu mettant en vedette Jackie Chan, où il vainc tout seul plusieurs ennemis. Le terme « sifu » signifie «maître d'art martial » en cantonais, et le style de combat présenté dans le jeu est basé sur le style Pak Mei. L'équipe a consulté Benjamin Colussi, un maître de kung-fu Pak Me pour s'assurer que le jeu était réaliste,. Sifu a également été conçu pour être difficile et avec une courbe d'apprentissage pointue, car l'équipe a estimé que les joueurs n'obtiendraient pas un sentiment de maîtrise si l'expérience de jeu était trop facile.
Sloclap a officiellement annoncé le jeu en février 2021 lors du livestream State of Play de Sony. L'équipe avait initialement prévu de sortir le jeu en 2021, mais cela a été reporté à l'année suivante pour peaufiner davantage le jeu et éviter de faire surtravailler l'équipe. 

### Sortie
Sifu est initialement annoncé pour le 22 février 2022 avant de voir sa date de sortie avancée au 8 février 2022. Le jeu est alors disponible sur PC via l'Epic Games Store, mais également sur PlayStation 4 et PlayStation 5. De plus, les joueurs qui achètent l'édition Deluxe peuvent accéder au jeu 48 heures plus tôt et recevoir un livre d'art numérique et la bande originale composée par Howie Lee. 
Le titre sort par la suite sur Nintendo Switch le 8 novembre 2022, puis sur Xbox One, Xbox Series et Steam le 28 mars 2023,,.

## Réception

### Ventes
Le 11 février 2022, soit 3 jours après sa sortie, Sifu s'est écoulé à plus de 500 000 exemplaires,. Puis, le 3 mars 2022, le titre franchit la barre du million de ventes, avec seulement 150 000 joueurs ayant terminé le jeu,.
En mars 2023, l'éditeur Kepler Interactive annonce dans un communiqué que  Sifu a dépassé les 2 millions d'unités écoulées. Par ailleurs, l'entreprise précise qu'au lancement, 50 % des ventes sur PC étaient réalisées en Chine,.
En février 2024, le studio Sloclap révèle que le jeu s'est vendu à plus de 3 millions d'exemplaires.